# Elvio Bizzaro
Elvio Bizzaro, né le 23 août 1934, à Trévise, en Italie, est un ancien joueur de basket-ball italien.

## Palmarès
- Finaliste des Jeux méditerranéens de 1955